# Telepinu
Telepinu és un cràter sobre la superfície del planeta nan Ceres, situat amb el sistema de coordenades planetocèntriques a 25.1 ° de latitud nord i 337.7 ° de longitud est. Fa un diàmetre de 31 km. El nom va ser fet oficial per la UAI el 25 d'agost del 2017 i fa referència a Telipinu, deïtat hitita de l'agricultura i de la vegetació.